# Даньшино (Задонський район)
Даньшино (рос. Даньшино) — присілок у Задонському районі Липецької області Російської Федерації.
Населення становить 87 осіб. Належить до муніципального утворення Гнилушинська сільрада.

## Історія
З 13 червня 1934 до 26 вересня 1937 року у складі Воронезької області, у 1937-1954 роках — Орловської області. Відтак входить до складу Липецької області.
Згідно із законом від 2 липня 2004 року №114-оз належить до муніципального утворення Гнилушинська сільрада.

## Населення
| 2010 |
| ---- |
| 87   |